# Presidente de la República Árabe Saharaui Democrática
El Presidente de la República Árabe Saharaui Democrática es el jefe de Estado de la República Árabe Saharaui Democrática (RASD), un gobierno en el exilio asentado en los campamentos de refugiados saharauis de Tinduf, Argelia. Desde la declaración de independencia el 27 de febrero de 1976 hasta agosto de
1982, el jefe de Estado de la  RASD fue conocido como Presidente del Consejo Revolucionario. El nombre actual del Presidente de la RASD fue establecido en agosto de 1982, después de un cambio en la constitución hecha por el quinto congreso general del Frente Polisario, donde el puesto sería encargado por el Secretario General del Polisario. El primer presidente fue El Uali Mustafa Sayed, desde el 29 de febrero de 1976 hasta su muerte el 9 de junio de 1976. El presidente que más ha durado en el cargo ha sido Mohamed Abdelaziz, con 39 años y 275 días.
Los poderes de la presidencia son amplios y han sido sujetos a modificaciones en varias enmiendas constitucionales, la última ocurrida en el año 1995.

## Lista de presidentes
| N.º | Retrato | Presidente                              | Asumió el cargo       | Finalizó el cargo    | Tiempo en el cargo       | Partido   |       |
| 1   |         | El Uali Mustafa Sayed (1948–1976)       | 29 de febrero de 1976 | 9 de junio de 1976 † | 3 meses y 11 días        | POLISARIO |       |
| -   |         | Mahfoud Ali Beiba (1953–2010) Interino  | 9 de junio de 1976    | 30 de agosto de 1976 | 2 meses y 21 días        | POLISARIO |       |
| 2   |         | Mohamed Abdelaziz (1947–2016)           | 30 de agosto de 1976  | 31 de mayo de 2016 † | 39 años, 9 meses y 1 día | POLISARIO | [ 4 ] |
| -   |         | Khatri Addouh (nacido en 1956) Interino | 31 de mayo de 2016    | 9 de julio de 2016   | 1 mes y 9 días           | POLISARIO | [ 5 ] |
| 3   |         | Brahim Ghali (nacido en 1949)           | 9 de julio de 2016    | En el cargo          | 8 años, 8 meses y 9 días | POLISARIO |       |